# Municipio 6 Upper Fishing Creek
El municipio 6 Upper Fishing Creek (en inglés: Township 6 Upper Fishing Creek) es un municipio ubicado en el  condado de Edgecombe en el estado estadounidense de Carolina del Norte. En el año 2010 tenía una población de 1.560 habitantes.

## Geografía
El municipio 6 Upper Fishing Creek se encuentra ubicado en las coordenadas 36°4′43.64″N 77°38′14.98″O / 36.0787889, -77.6374944.